# Distribució de cosinus elevat
En teoria i estadística de probabilitats, la distribució de cosinus elevat és una distribució de probabilitat contínua recolzada en l'interval {\displaystyle [\mu -s,\mu +s]}. La funció de densitat de probabilitat (PDF) és
{\displaystyle f(x;\mu ,s)={\frac {1}{2s}}\left[1+\cos \left({\frac {x-\mu }{s}}\,\pi \right)\right]\,={\frac {1}{s}}\operatorname {hvc} \left({\frac {x-\mu }{s}}\,\pi \right)\,}
per {\displaystyle \mu -s\leq x\leq \mu +s} i zero en cas contrari. La funció de distribució acumulada (CDF) és
{\displaystyle F(x;\mu ,s)={\frac {1}{2}}\left[1+{\frac {x-\mu }{s}}+{\frac {1}{\pi }}\sin \left({\frac {x-\mu }{s}}\,\pi \right)\right]}
per {\displaystyle \mu -s\leq x\leq \mu +s} i zero per {\displaystyle x<\mu -s} i unitat per {\displaystyle x>\mu +s}.
Els moments de la distribució de coseus elevat són una mica complicats en el cas general, però es simplifiquen considerablement per a la distribució de coseus elevat estàndard. La distribució estàndard del cosinus elevat és només la distribució del cosinus elevat amb {\displaystyle \mu =0} i {\displaystyle s=1}. Com que la distribució estàndard del cosinus elevat és una funció parell, els moments senars són zero. Els moments parells estan donats per:
{\displaystyle {\begin{aligned}\operatorname {E} (x^{2n})&={\frac {1}{2}}\int _{-1}^{1}[1+\cos(x\pi )]x^{2n}\,dx=\int _{-1}^{1}x^{2n}\operatorname {hvc} (x\pi )\,dx\\[5pt]&={\frac {1}{n+1}}+{\frac {1}{1+2n}}\,_{1}F_{2}\left(n+{\frac {1}{2}};{\frac {1}{2}},n+{\frac {3}{2}};{\frac {-\pi ^{2}}{4}}\right)\end{aligned}}}
on {\displaystyle \,_{1}F_{2}} és una funció hipergeomètrica generalitzada.